# Кобернюк Галина Яківна
Гали́на Я́ківна Кобернюк (6 серпня 1934, селище Любар, тепер Любарського району Житомирської області — 11 квітня 2012, село Прибірськ, тепер Іванківського району Київської області) — українська радянська діячка, голова колгоспу імені Калініна Іванківського району Київської області. Депутат Верховної Ради УРСР 9—10-го скликань.

## Біографія
Освіта середня спеціальна.
У 1957—1958 роках — старший зоотехнік Дзержинської інкубаторно-птахівничої станції Житомирської області.
У 1958—1960 роках — бригадир із тваринництва радгоспу імені Дзержинського Іванківського району Київської області.
Член КПРС з 1960 року.
У 1960—2007 роках — голова колгоспу імені Калініна села Прибірськ Іванківського району, голова Прибірського колективного сільськогосподарського підприємства, голова Прибірського сільськогосподарського виробничого колективу Іванківського району Київської області.
Потім — на пенсії в селі Прибірськ Іванківського району Київської області.

## Нагороди
- орден Леніна (1971)
- орден Трудового Червоного Прапора (1966)
- орден Жовтневої Революції (1973)
- орден «За заслуги» 3-го ст. (19.11.1999)
- ордени
- медалі
- заслужений працівник сільського господарства Української РСР (1989)